# Marcel Möbus

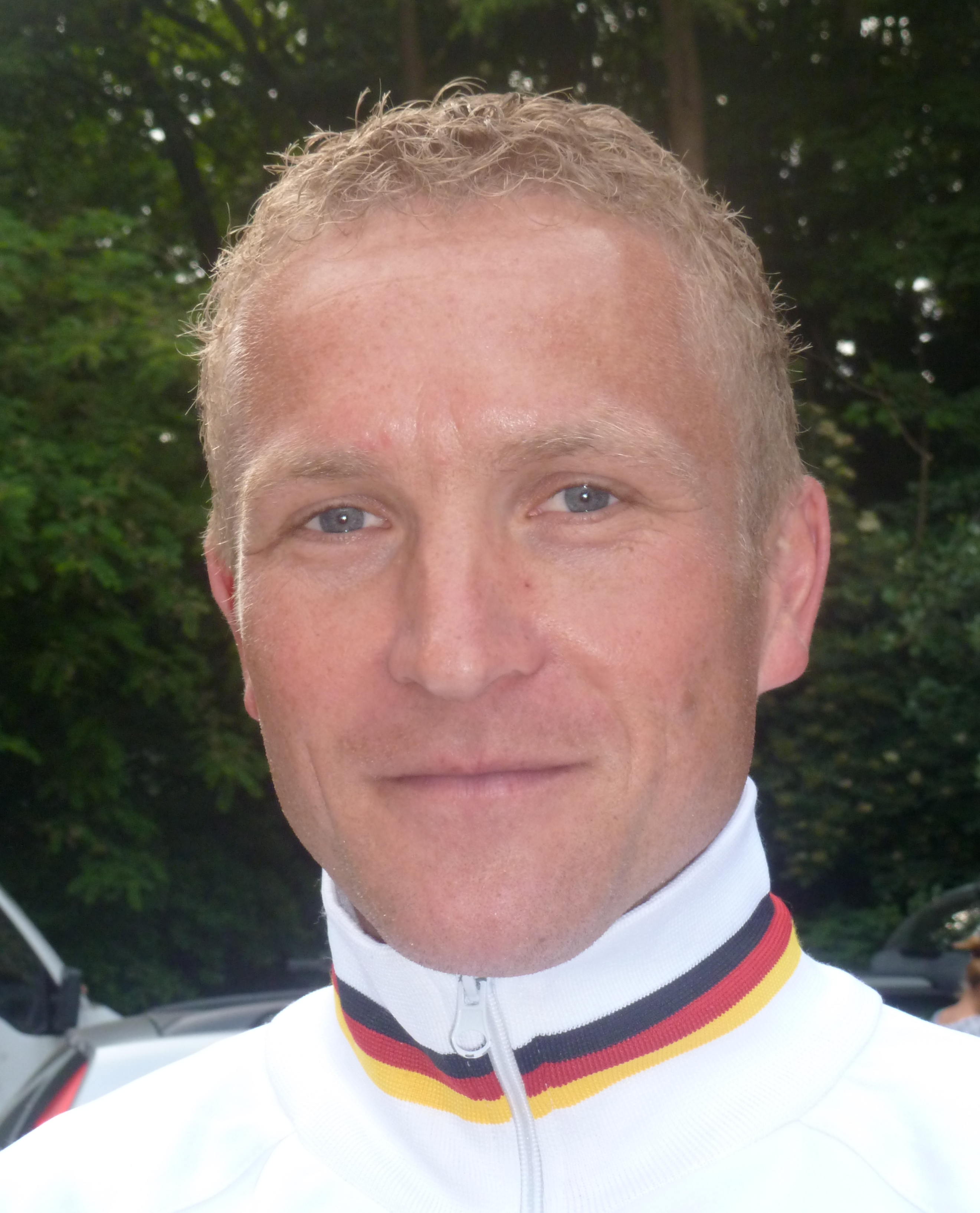
Marcel Möbus

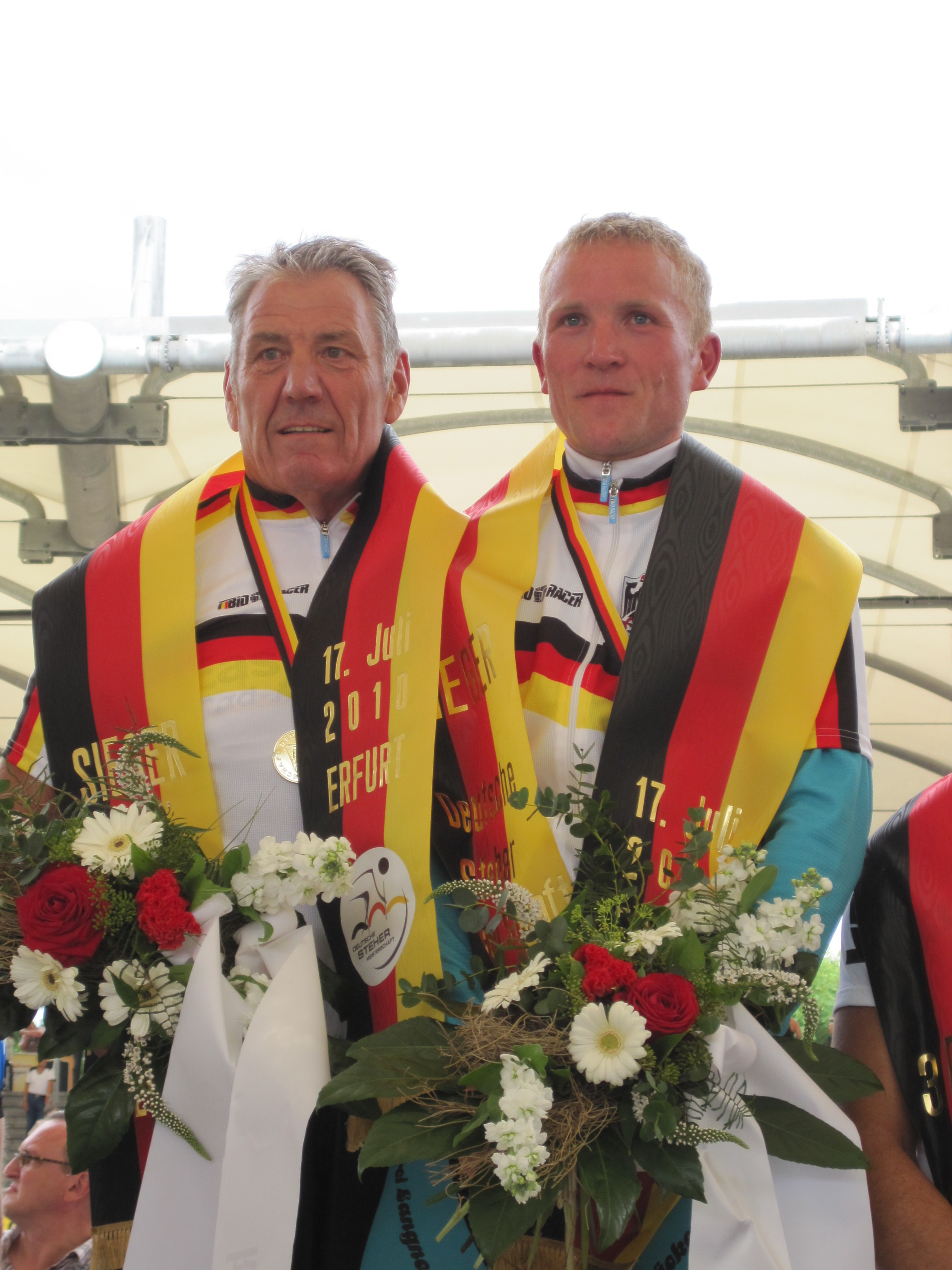
Möbus (r.) bei der Siegerehrung als deutscher Steher-Meister 2010 mit seinem Schrittmacher Helmut Baur

Marcel Möbus (* 21. Juni 1976 in Forst) ist ein ehemaliger deutscher Radrennfahrer.
Marcel Möbus gehörte zur Elite der deutschen Steher. 2009 belegte er bei der deutschen Meisterschaft der Steher in Leipzig den vierten und bei den Europameisterschaften in Forst den fünften Platz. 2010 wurde er in Erfurt auf der Radrennbahn Andreasried Deutscher Meister gemeinsam mit Schrittmacher Helmut Baur. Bei der Europameisterschaft der Steher 2010 in Alkmaar belegte er den vierten Platz. Zum Ende der Saison 2012 beendete Möbus seine aktive Radsportlaufbahn.
Marcel Möbus, der für den „PSV Forst“ fährt, ist von Beruf Fliesenlegermeister. Er ist liiert  mit der Tochter des mehrfachen Sprint-Weltmeisters Lutz Heßlich.